# Monesteroli
Monesteroli è una località situata a ovest di Campiglia Tramonti, nel comune di La Spezia. Si trova nel Parco nazionale delle Cinque Terre ed è la frazione meno turisticizzata di esso, inoltre conta 2 abitanti.
Ci si arriva in barca oppure tramite la "Scalinata di Monesteroli", più di 1100 scalini tutti in pietra, senza ringhiera, su una ripida discesa. Monesteroli è tra I Luoghi del Cuore del FAI.
Il vecchio borgo (data la superficie cadente su cui si trovava) è adesso completamente disabitato a parte una casa che si trova più verso la vetta della montagnola.
La scalinata è stata restaurata nel 2022.